# إشارات المرور في صربيا

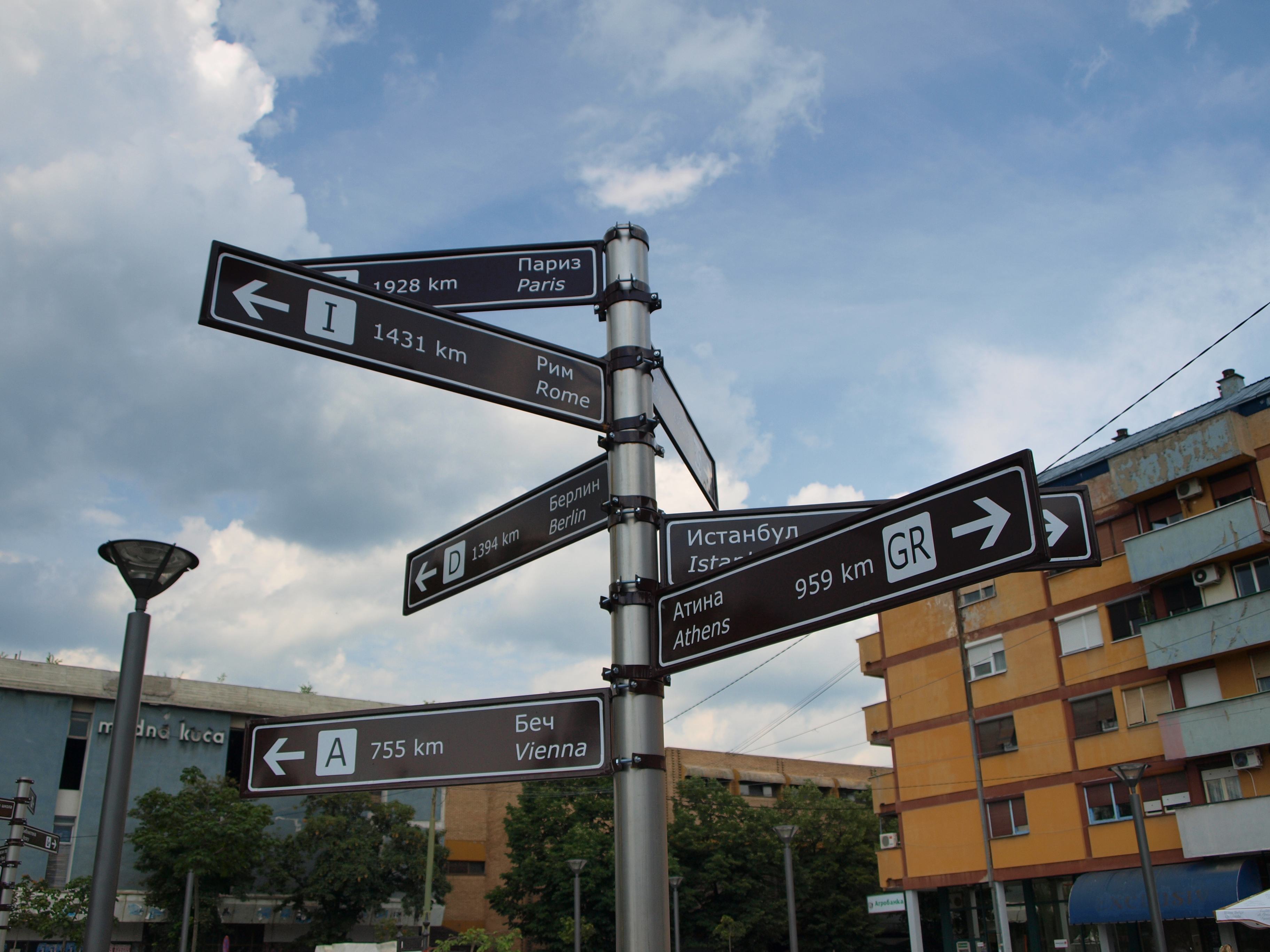
إشارات مرشدة تدل على بعد بعض العواصم الأوروبية

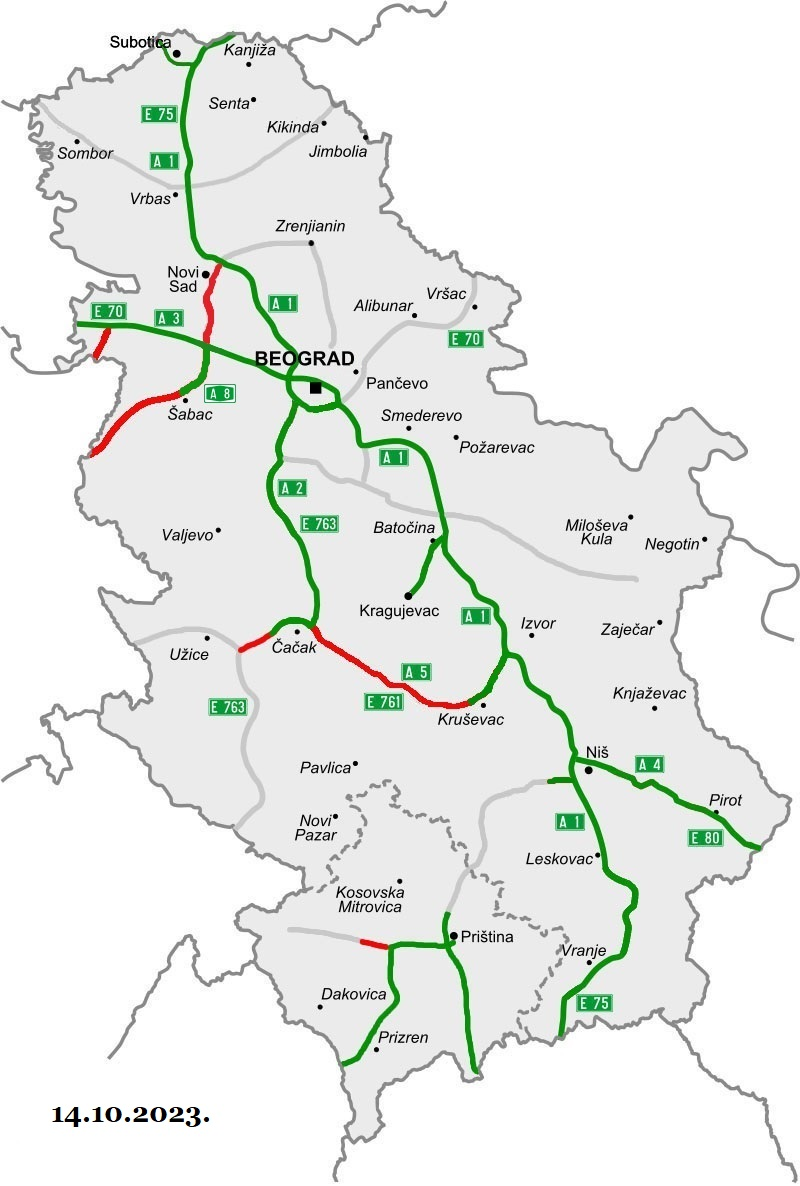
الطرقات في صربيا
في الخدمة
قيد الانجاز
تم المصادقة على المخطط

علامة موجودة عند مدخل صربيا:
- 50 كم/ساعة على الأكثر داخل المدن
- 80 كم/ساعة على الأكثر خارج المدن
- 100 كم/ساعة على الأكثر في الطريق السريع
- 120 كم/س على الأكثر في الطريق السيار
- وجوب تشغيل الأضواء دائما

إشارات المرور في صربيا هو نظام يعمل على ضمان سيرورة جيدة لحركة نقل وتنقل وتحرك مركبات النقل بأمان ونظام، وكذلك لإبلاغ المسافرين والمتنقلين والسائقين والمشاة بالأيقونات والبيانات المرورية.
صادقت صربيا على اتفاقية فيينا بشأن لافتات وإشارات الطرق.
إشارات المرور في صربيا يتم تنظيمها من قبل وزارة البناء والنقل والبنية التحتية الصربية.
وقد صادقت صربيا، على اتفاقية فيينا بشأن لافتات وإشارات الطرق.

## إشارات مرور خاصة بالأسبقية

إشارات الأسبقية
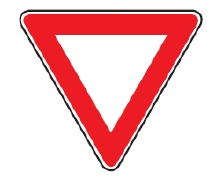
افسح الطريق
قف
طريق الأولوية
نهاية طريق الأولوية
وجوب فسح المجال للعربات القادمة من الاتجاه المعاكس
يجب على العربات القادمة من الاتجاه المعاكس فسح المجال